# Selaginella tibetica
Selaginella tibetica är en mosslummerväxtart som beskrevs av Ren Chang Ching och S. K. Wu. Selaginella tibetica ingår i släktet mosslumrar, och familjen mosslummerväxter. Inga underarter finns listade i Catalogue of Life.